# La Llavinera
La Llavinera és una entitat de població del municipi de Sant Pere Sallavinera, a la comarca de l'Anoia.
El poble se situa sobre un turó al sud del terme municipal. La carretera BV-3011, branc de la N-141b, és la principal via de comunicació. Fou en origen un castell termenat construït durant la repoblació fruit de les conquestes del comtat de Manresa en aquesta zona entre els segles x i xi. Al voltant del castell sorgí un nucli de població que al segle xiii fou anomenat la Llavinera Grossa (l'actual Llavinera) i que es diferenciava de Sant Pere de Sallavinera, cap del municipi.

## Llocs d'interès
- El castell de la Llavinera, que fou l'origen del poble, és un exemple prototípic de la cadena del poder en l'època feudal, ja que passà de mans dels bisbes de Vic a la família Cervera i més tard a la família Rocafort. Actualment la fortificació ha desaparegut totalment i en el seu lloc s'hi troba la casa coneguda com el castell, tot i que han aparegut vells capitells que podrien pertànyer a l'antic castell i els baixos d'algunes cases del nucli que es creu que podrien haver estat alçades sobre antigues estructures de la fortalesa.[2][3]

- El temple de Sant Jordi de la Llavinera és una esglesiola de planta rectangular construïda en el segle xvii, molt modificada al llarg del temps i restaurada modernament.